# ペネスタン
ペネスタン （Pénestin）は、フランス、ブルターニュ地域圏、モルビアン県のコミューン。

## 地理
農地が、北のヴィレーヌ川河口と南のポン・マエ湾とに挟まれた岬にある。コミューンはゲランド半島の一部である。25kmの海岸線を持つ、モルビアン県最南端のコミューンである。ペネスタンの地理的条件とサービスの品質の良さから、レンヌ都市圏およびナント都市圏とのアクセスが容易である。
ペネスタンは都市計画の紛争が多いことでも有名である。したがって、ほとんどの沿岸のコミューン同様、住宅建設には強い圧力を受ける。ペネスタンにある住宅の2/3が別荘である。新しい地元の都市計画は、沿岸の法を遵守しないために2008年12月に撤回された。

## 歴史
アセラック教区の古い小教区であったペネスタンは、1767年に教区となった。フランス革命までアセラックの封建領地はかつてゲランドのセネシャル管轄下にあった。コミューンとなったのは1790年である。
当時ナント司教座に属していたペネスタンは、カモエルやフェレルとともにモルビアン県に含まれることになった。

## 言語
1806年、フランス語、ブルトン語の言語境界線を定義するためナポレオンに任命されたシャルル・コケベール・ド・モンブレが調査を行った際、ペネスタンはブルトン語を話し、対して近郊のエルビニャックはフランス語を話していた。1843年のオジェ辞典によれば、ペネスタンはフランス語のコミューンであった。

## 人口統計
| 1962年 | 1968年 | 1975年 | 1982年 | 1990年 | 1999年 | 2006年 | 2011年 |
| ------ | ------ | ------ | ------ | ------ | ------ | ------ | ------ |
| 1031   | 1078   | 1192   | 1299   | 1394   | 1527   | 1777   | 1865   |

参照元:1999年までEHESS、2004年以降INSEE

## ゆかりの人物
- リュシアン・プティ＝ブルトン - ペネスタンに埋葬されている